# Bajazet
Bajazet (Tamerlano) – opera trzyaktowa skomponowana przez Antonia Vivaldiego dla miejskiej opery w Wenecji w 1735 roku. 
Opowiada o wojnie, jaką stoczyli ze sobą dwaj historyczni wodzowie: sułtan Turcji Bajazyt I i władca środkowoazjatycki Timur (Tamerlan).
Znana z tej opery jest aria Anch’il mar che sommerga (I morze, które zalewa) oraz Sposa son disprezzata.